# 卡拉古瓦納馬萊
卡拉古瓦納馬萊（法語：Karagouana Mallé），是馬里的城鎮，位於該國西南部，由錫卡索區的庫蒂亞拉省負責管轄，處於庫佳拉西北面38公里，面積182平方公里，2009年人口7,520，人口密度每平方公里41.32人。